# هوخفیلسن
هوخفیلسن (به آلمانی: Hochfilzen) یک منطقهٔ مسکونی در اتریش است که در کیتسبول واقع شده‌است. هوخفیلسن ۳۲٫۷ کیلومتر مربع مساحت دارد ۹۵۹ متر بالاتر از سطح دریا واقع شده‌است.